# Sistema di irrigazione del Dujiangyan

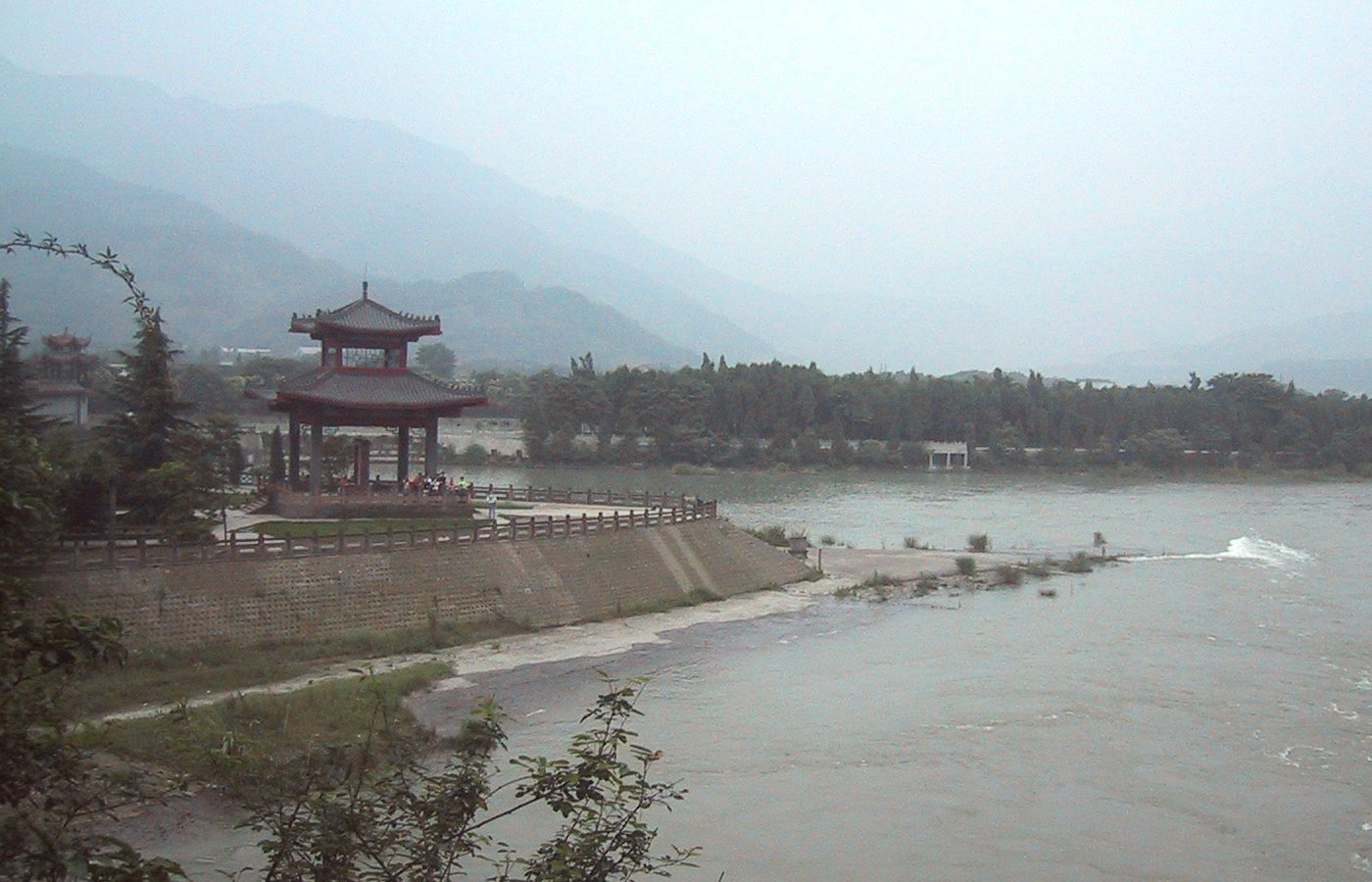
Il sistema di irrigazione di Dujiangyan: un argine fa sì che il fiume scorra verso sinistra, mentre l'acqua per l'irrigazione scorre in primo piano

Il sistema di irrigazione del Dujiangyan (in cinese: 都江堰, Dū Jiāng Yàn) è uno storico sistema per l'irrigazione e il controllo delle inondazioni costruito in Cina intorno al 250 a.C. Quest'opera, realizzata dal Governatore dello stato di Shu Li Bing e dal figlio, si trova 56 chilometri ad ovest dell'odierna Chengdu e provvede ancor oggi ai bisogni idrici della città.
Questo sistema devia parte dell'acqua del fiume Minjiang in un acquedotto che si dirige verso Chengdu. Per la sua costruzione, dovette essere tagliata parte della montagna che si frappone fra il fiume e la città, obiettivo raggiunto molti secoli prima dell'invenzione dell'esplosivo grazie al riscaldamento e successivo raffreddamento della roccia per renderla più tenera e romperla più facilmente. Per ridurre la quantità di limo che entrava nell'acquedotto, venne costruito un argine al centro del fiume. Uno sfioratore permette il deflusso dell'acqua in eccesso, per prevenire inondazioni del bacino di Chengdu.
Nel 2000 il sistema di irrigazione del Dujiangyan è stato inserito nell'elenco dei patrimoni dell'umanità dell'UNESCO, insieme al monte Qincheng.